# Liteň (nádraží)
Liteň je úvraťová železniční stanice (do prosince 2021 dopravna D3) na jednokolejné regionální Zadní Třebaň – Lochovice. Nachází se v městysu Liteň na adrese Nádražní 105.

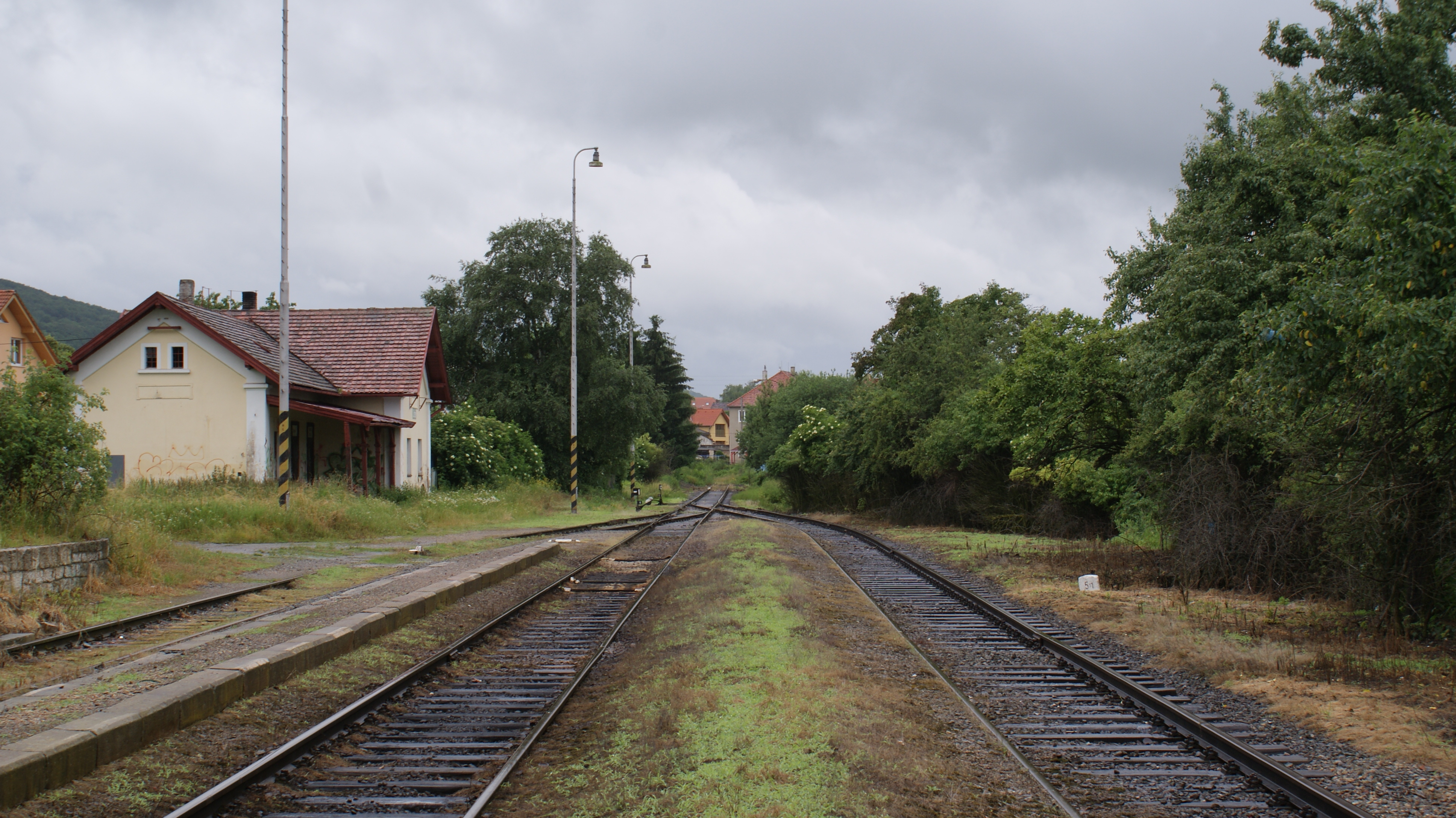
Železniční stanice Liteň

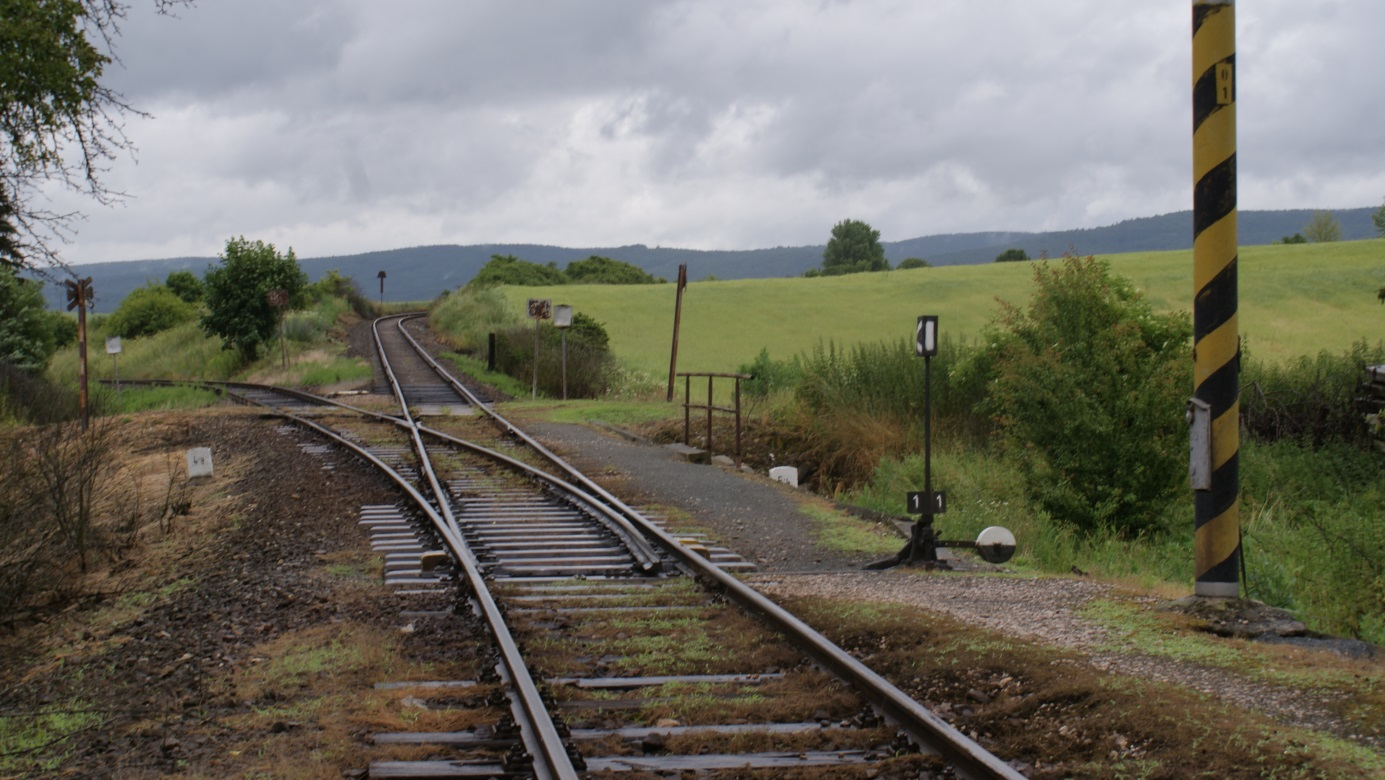
Výhybka pro změnu směru vlaku - vlevo směr Zadní Třebaň, vpravo směr Lochovice

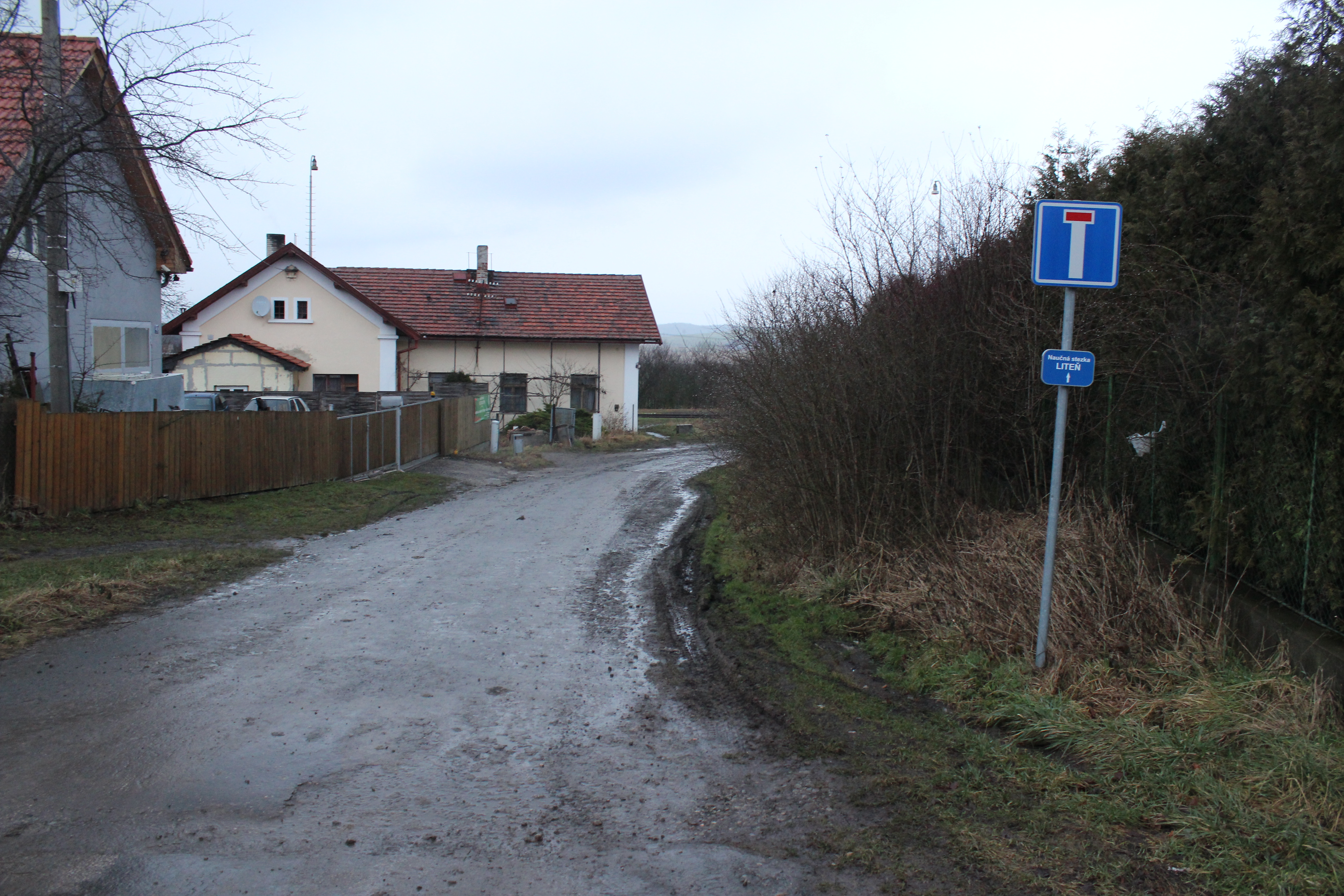
Cesta k nádraží se směrovkou modré stezky

## Historie
Stavbu trati Zadní Třebaň - Lochovice iniciovali podnikatelé v zemědělství, kteří vytvořili Družstvo pro postavení místní dráhy Zadní Třebaň - Hostomice. Činnost družstva využívala legislativy, která podporovala rozvoj místních železničních tratí, například zemského zákona č. 8 z roku 1892, který umožňoval podporu ze zemského rozpočtu. Liteňský velkostatkář Josef Šebestián Daubek prosadil zřízení železniční stanice Liteň v bezprostřední blízkosti hospodářského dvora zámku v Litni, kde byl v téže době vystavěn moderní pivovar a lihovar. Provoz na trati byl zahájen 30. srpna 1901.
V době vzniku trati po ní jezdily kromě osobních vlaků i vlaky nákladní zajišťující především dovoz surovin a odvoz zemědělských produktů liteňského velkostatku, jeho pivovaru a lihovaru.

## Úvraťová železniční stanice
S cílem dovést trať do nejbližší vzdálenosti k budovám velkostatku v centru Litně i kvůli složitým terénním podmínkám v okolí byla zvolena varianta úvraťové stanice. Stanice Liteň tvoří úvrať trati Zadní Třebaň - Lochovice: vlak do stanice vjíždí i z ní vyjíždí přes jedno zhlaví stanice (druhé je slepá kolej), tj. ve stanici mění směr jízdy. Obě traťové větve se spojují výhybkou č. 1.
Železniční stanice byla zřízena na východním okraji Litně v blízkosti hlavní ulice protínající Liteň ve směru z východu na západ (byla proto pojmenována Nádražní). Na západ od nádraží je železniční stanice ohraničena ulicí Jana Bašty kolmou na Nádražní ulici a ohraničující na východní straně hospodářský dvůr zámku s pivovarem a lihovarem. Železniční stanice má 2 dopravní koleje, které se na výhybce č. 3 za nádražní budovou spojují do kusé manipulační koleje ukončené na úrovni ulice Jana Bašty. Organizace kolejiště odpovídá provozním podmínkám v době vzniku stanice. Umožňovala nakládku a vykládku nákladních vlaků na manipulační koleji s rampou u skladiště na jižní straně stanice i posun. V době parní trakce musela být parní lokomotiva odpojena a následně připojena na opačný konec vlaku. Stejně se postupovalo i po nasazení motorových lokomotiv.

## Zabezpečovací zařízení
Stanice byla dříve vybavena jednoduchým mechanickým staničním zabezpečovacím zařízením, bez navěstidel a s ručně přestavovanými výhybkami. Ty z důvodu směru jízdy u osobních vlaků obsluhoval průvodčí. Dopravna byla řízena dle předpisu D3 dirigujícím dispečerem ze Zadní Třebaně. V druhé polovině roku 2021 byla ve stanici zahájena modernizace staničního zabezpečovacího zařízení. Původní zabezpečovací zařízení nahradilo elektronické stavědlo. Stanice je osazena návěstidly včetně vjezdových návěstidel a předvěstí ze směru od Zadní Třebaně i od Všeradic. Výhybky č. 1 a 2 jsou nově vybaveny elektrickými přestavníky s elektrickým ohřevem. Nové staniční zabezpečovací zařízení bylo aktivováno v prosinci roku 2021, a je dálkově řízeno výpravčím v Zadní Třebani pomocí JOP. V úseku Zadní Třebaň - Liteň je tak drážní doprava řízena dle předpisu D1.[zdroj?]

## Budova
V rámci výstavby trati a zřízení úvraťové železniční stanice byla v roce 1891 postavena výpravní budova. Protože trať patřila ke státem garantovaným železničním stavbám podle zákona o státní podpoře a zvelebování železnic nižšího řádu byl (i pro úsporu nákladů na projekci) použit typový list – tzv. normálie LVI/H Zemského výboru Království českého. (LVI je římská pořadová číslice typu a písmeno H zkratka německého termínu Hochbau = pozemní stavba).
Budova nádraží je přízemní s půdorysem je ve tvaru L. Budovu tvoří dvě křídla: služební a veřejné křídlo je rovnoběžné s kolejištěm a na jeho západní straně kolmo ke kolejím k němu přiléhá křídlo obytné s dvěma okny ve štítové stěně směrem do kolejiště. Služební a veřejná část má na severní stěně směrem do kolejiště dveře a okno do čekárny a dveře do dopravní kanceláře s přístřeškem se třemi dřevěnými sloupy a původní keramickou dlažbou. Nádražní budova je kryta sedlovou střechou se dvěma (původně osmibokými) komíny z neomítnutých cihel. V obytném křídle byl podle projektu umístěn služební byt pro personál stanice se dvěma obytnými místnostmi, kuchyní a suchým záchodem. Ve služebním křídle byla dopravní a telegrafní kancelář a čekárna pro cestující. V době výstavby byly byt i služební část vybaveny sporáky a kamny na pevná paliva, osvětlovány petrolejovými lampami a zásobovány pitnou vodou z pumpy u budovy. K obytné části směrem na západ přiléhá pozemek, na kterém v době zahájení provozu bylo zázemí služebního bytu: zahrádka pro pěstování zeleniny a květin a chov domácího zvířectva (chlívek, kurník a kotce pro králíky). U nádraží byly postaveny (nedochovaly se) suché záchody pro veřejnost spojené s jedním chlívkem a dřevníkem. Pro budovu postavenou v Litni se tento objekt stavěl podle normálie 19a/H. K výpravní budově náležela i kůlna pro potřeby údržby tratě. Na nádražní budově je zachována barevnost předepsaná pro nádražní budovy v době vzniku stanice: obvodové zdi byly malovány žlutou nebo okrovou barvou a nároží bílými pruhy. Na východní štítové stěně služebního křídla a na severní štítové stěně obytného křídla byly umístěny česko-německé nápisy názvu stanice v černém plastickém provedení v bílém poli.
Nádražní budova již neslouží svému účelu, protože stanice není od roku 1985 obsazena a jízdenky prodává průvodčí ve vlaku.
Pro nakládku sloužily již nedochované skladovací prostory u manipulační koleje: dřevěné příruční skladiště podle normálie CXXXI/H. Skladovací objekty a nákladová rampa na východním konci nádraží před železničním přejezdem byly ve 2. polovině 20. století rozšířeny.

## Naučná stezka
Železniční stanice Liteň je zastavením C 2 modré trasy naučné stezky Liteň otevřené v roce 2013. Panel u nádraží informuje cestující i turisty o historii nádraží i trati.

## Galerie železniční stanice Liteň

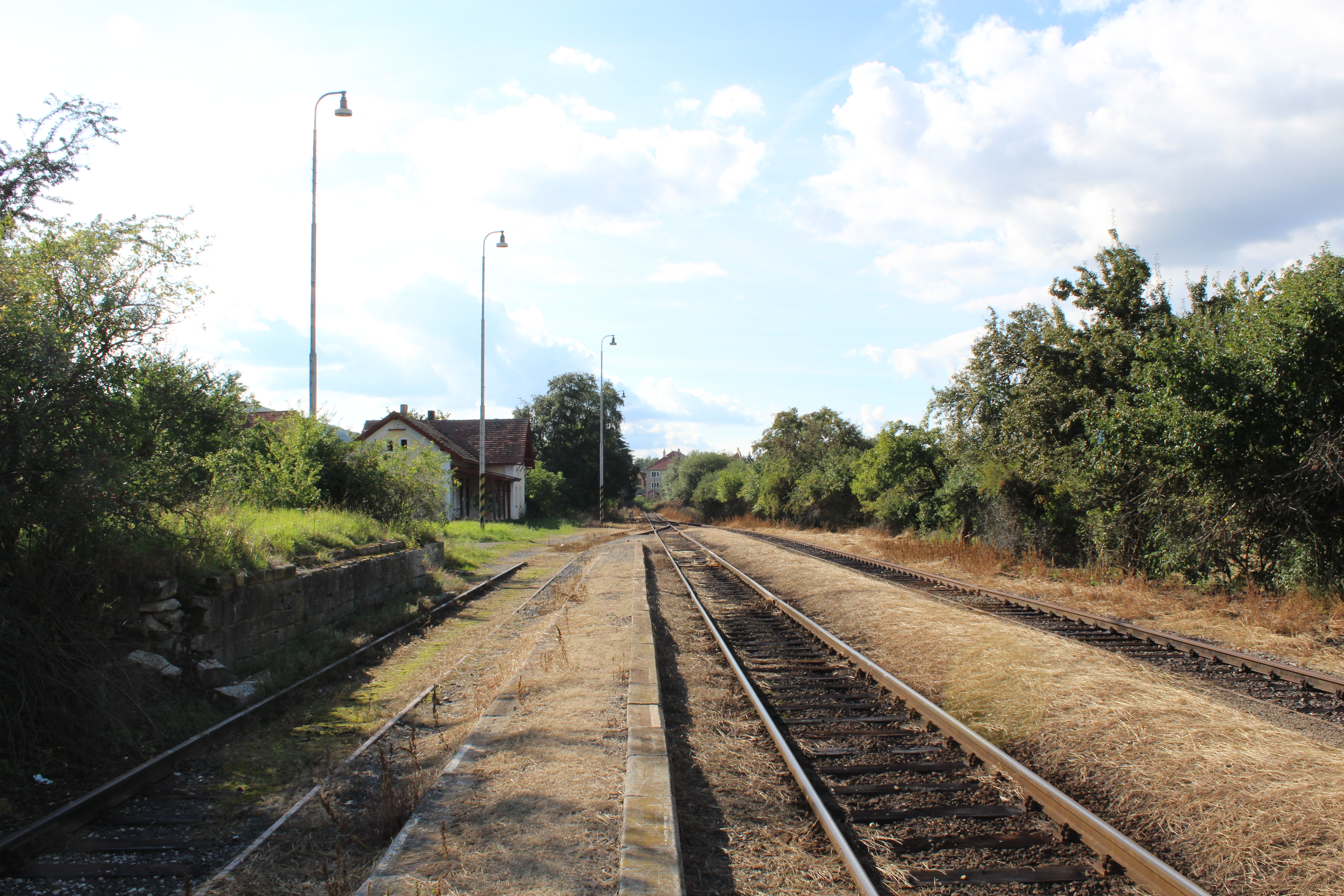
Pohled do kolejiště
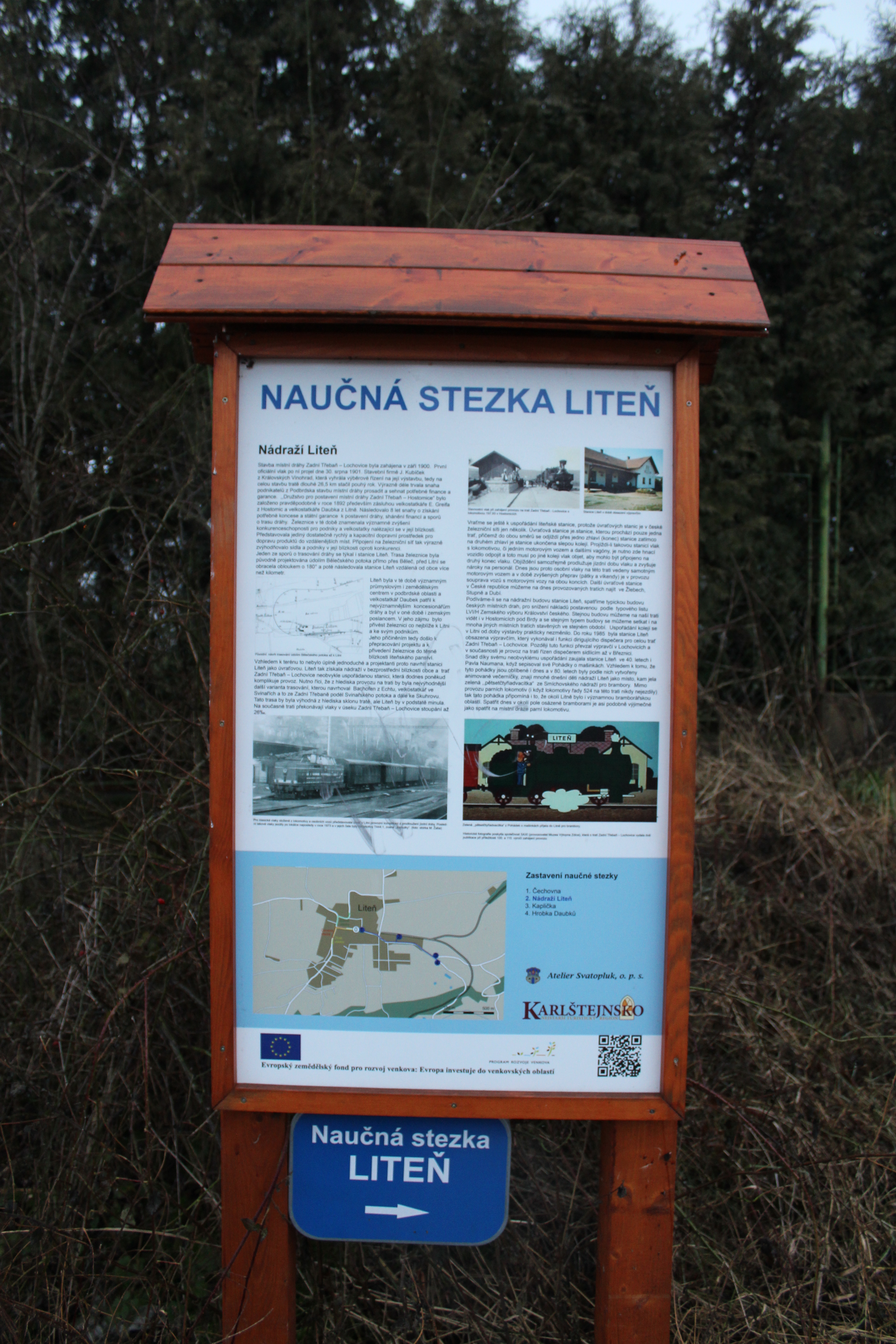
Panel naučné stezky
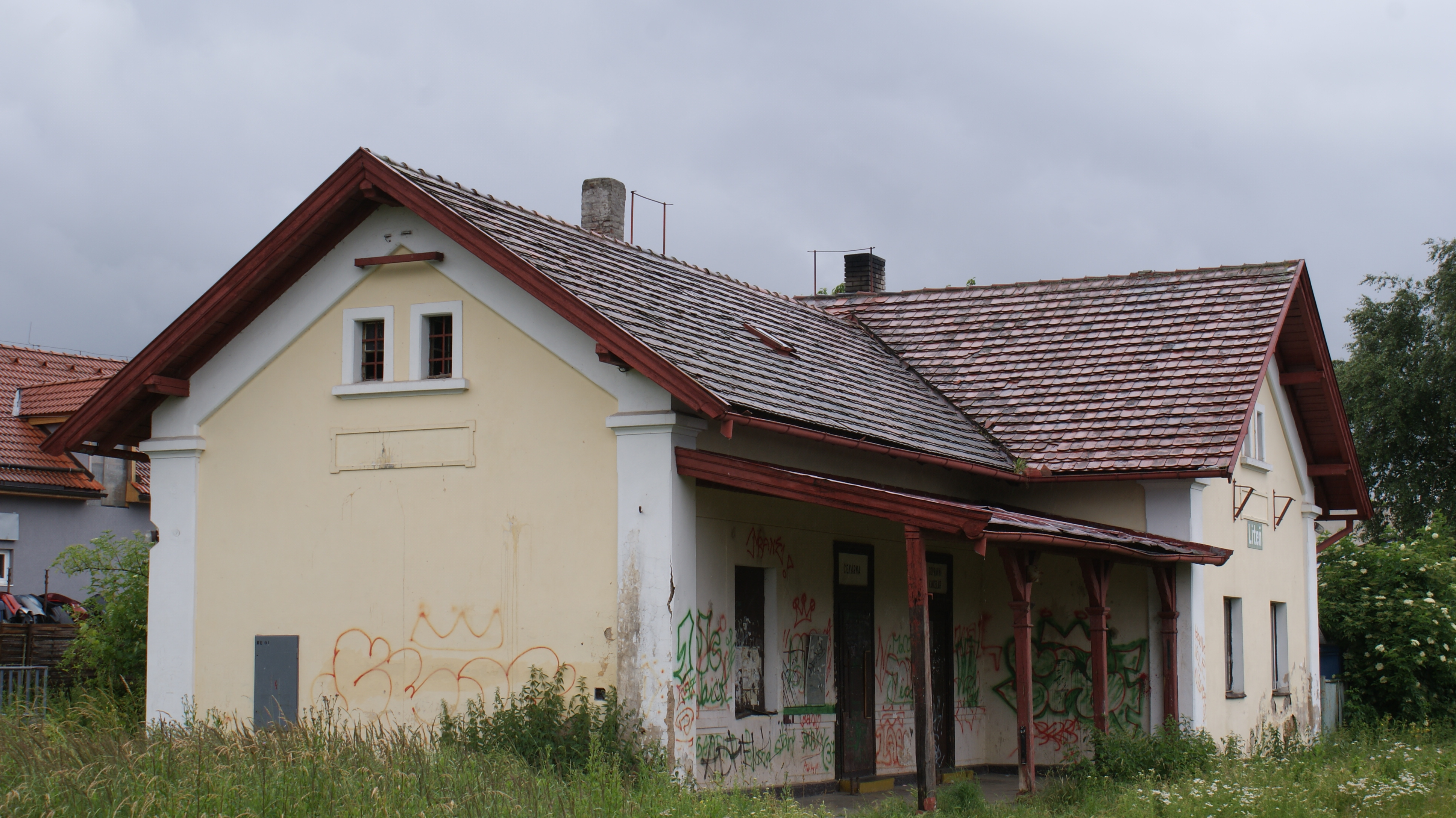
Západní štítová stěna a přístřešek (jihozápad)
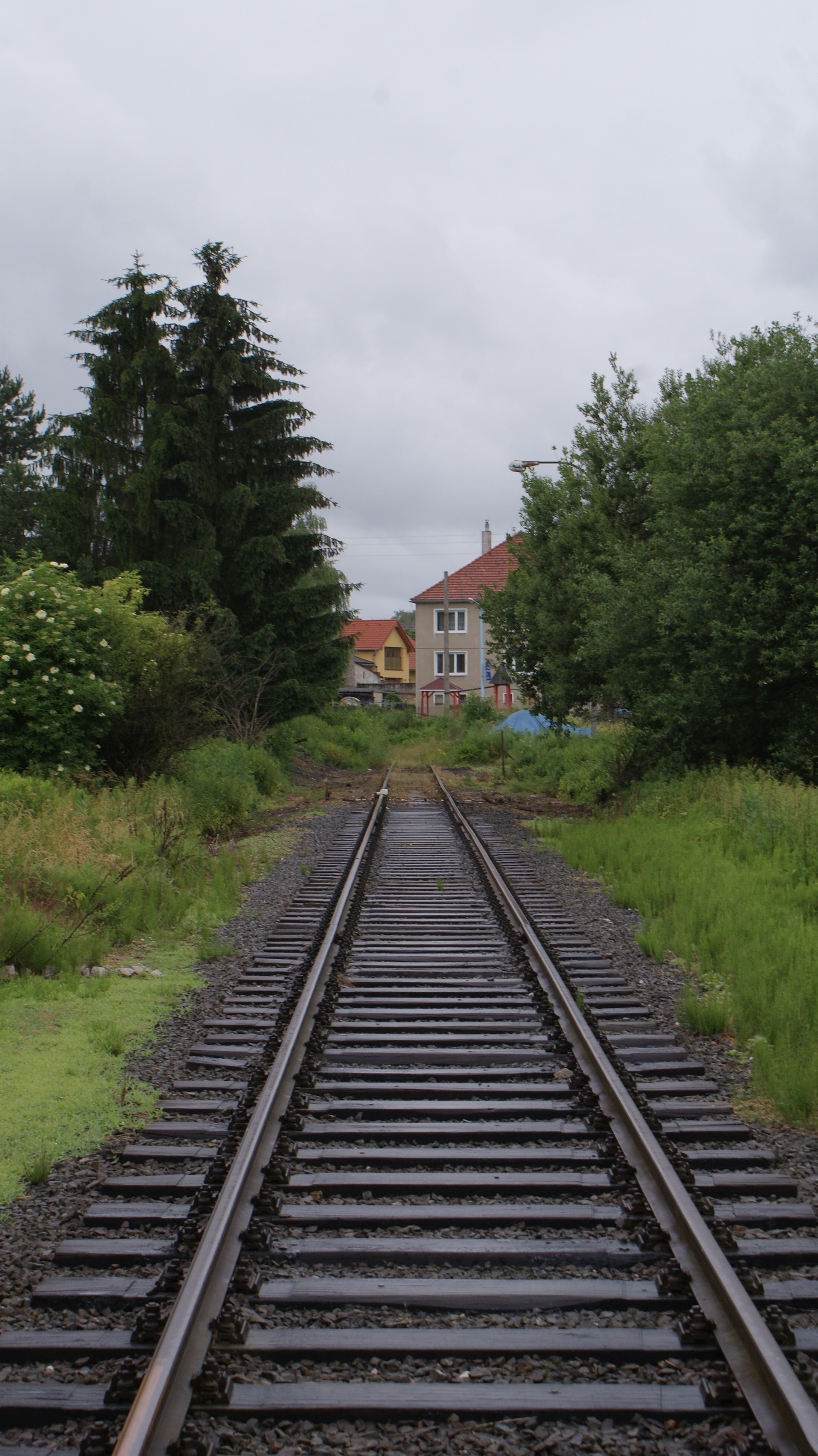
Pohled na slepou kolej
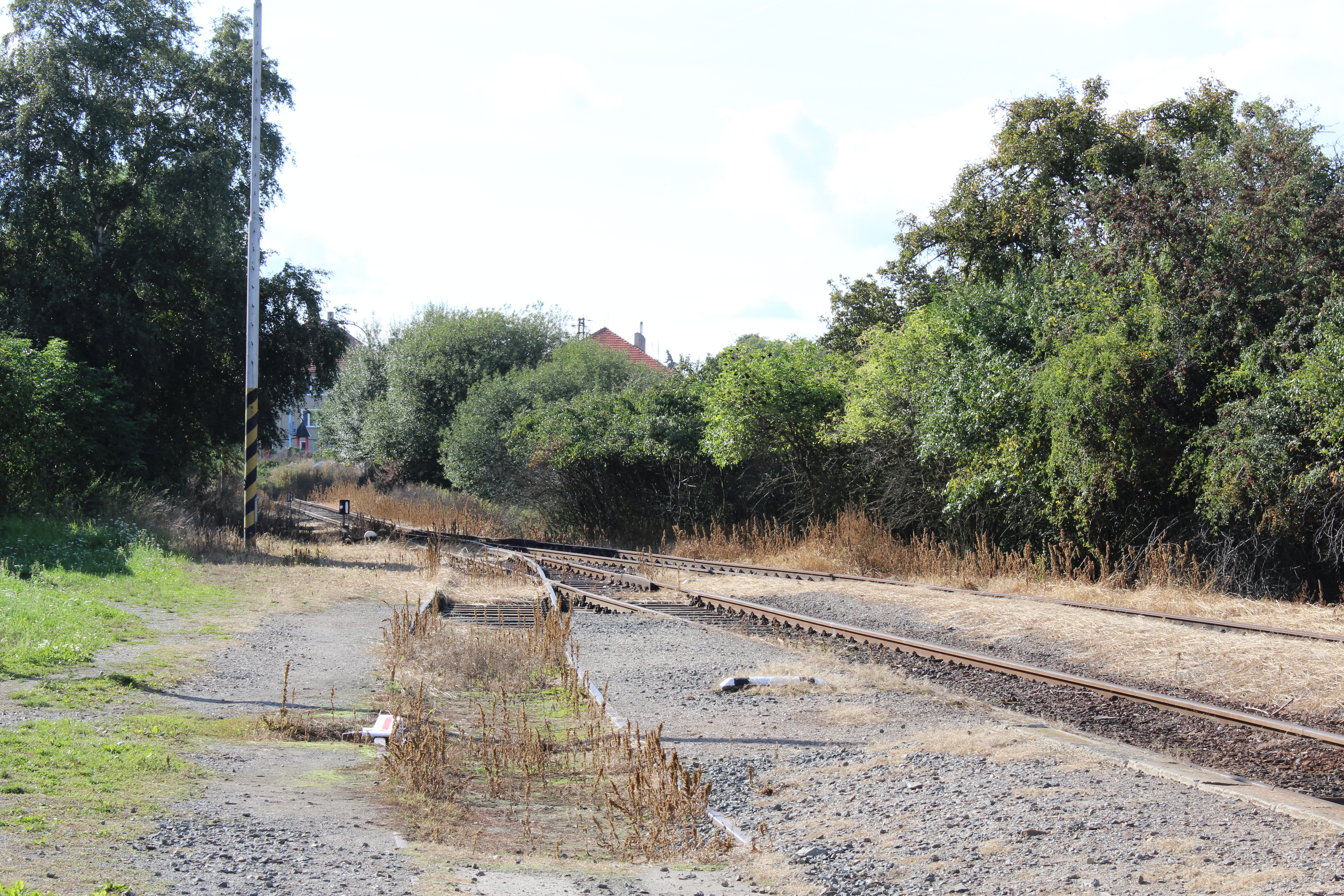
Manipulační kolej
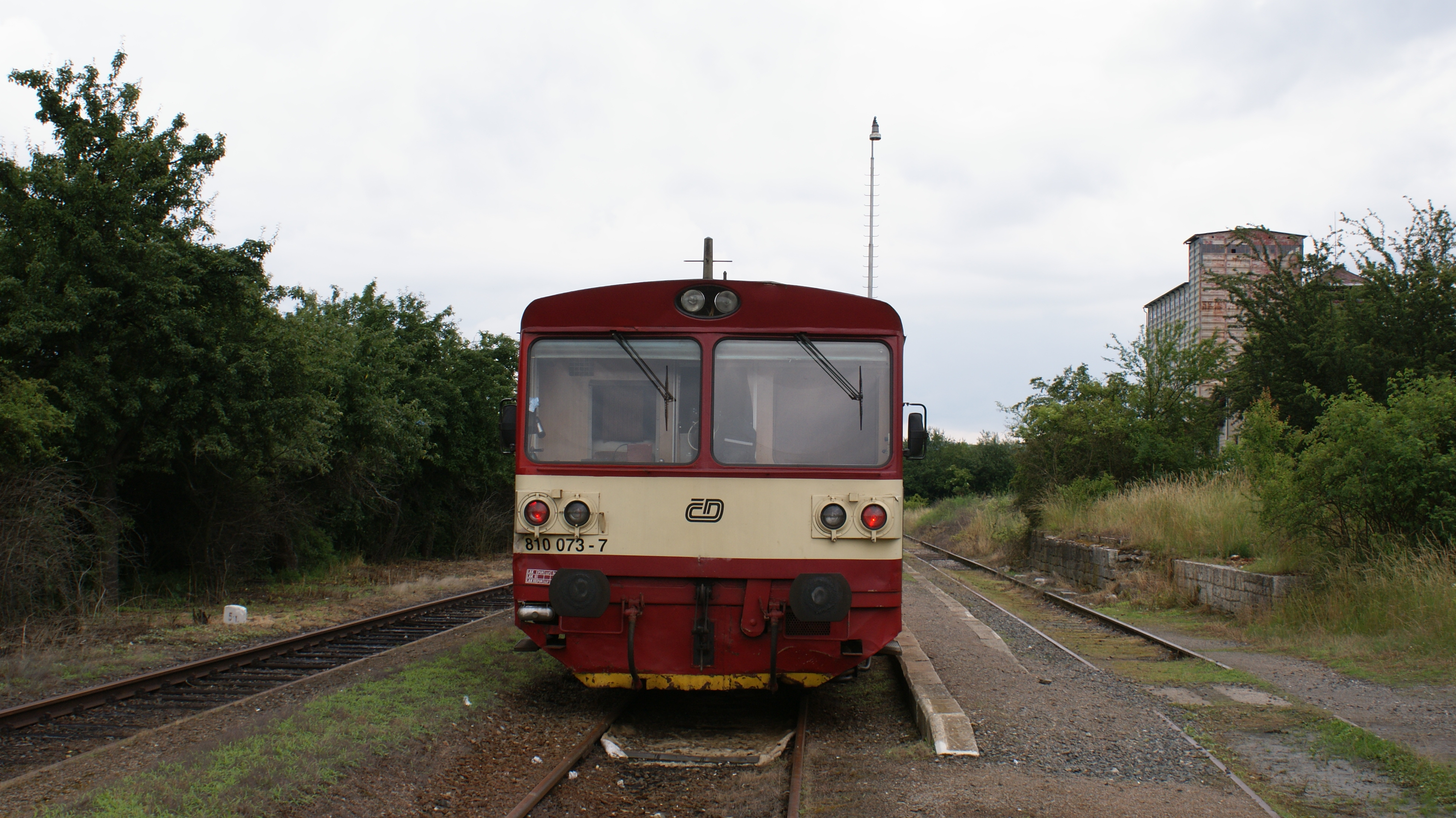
Motorový vůz 810.073 v železniční stanici Liteň
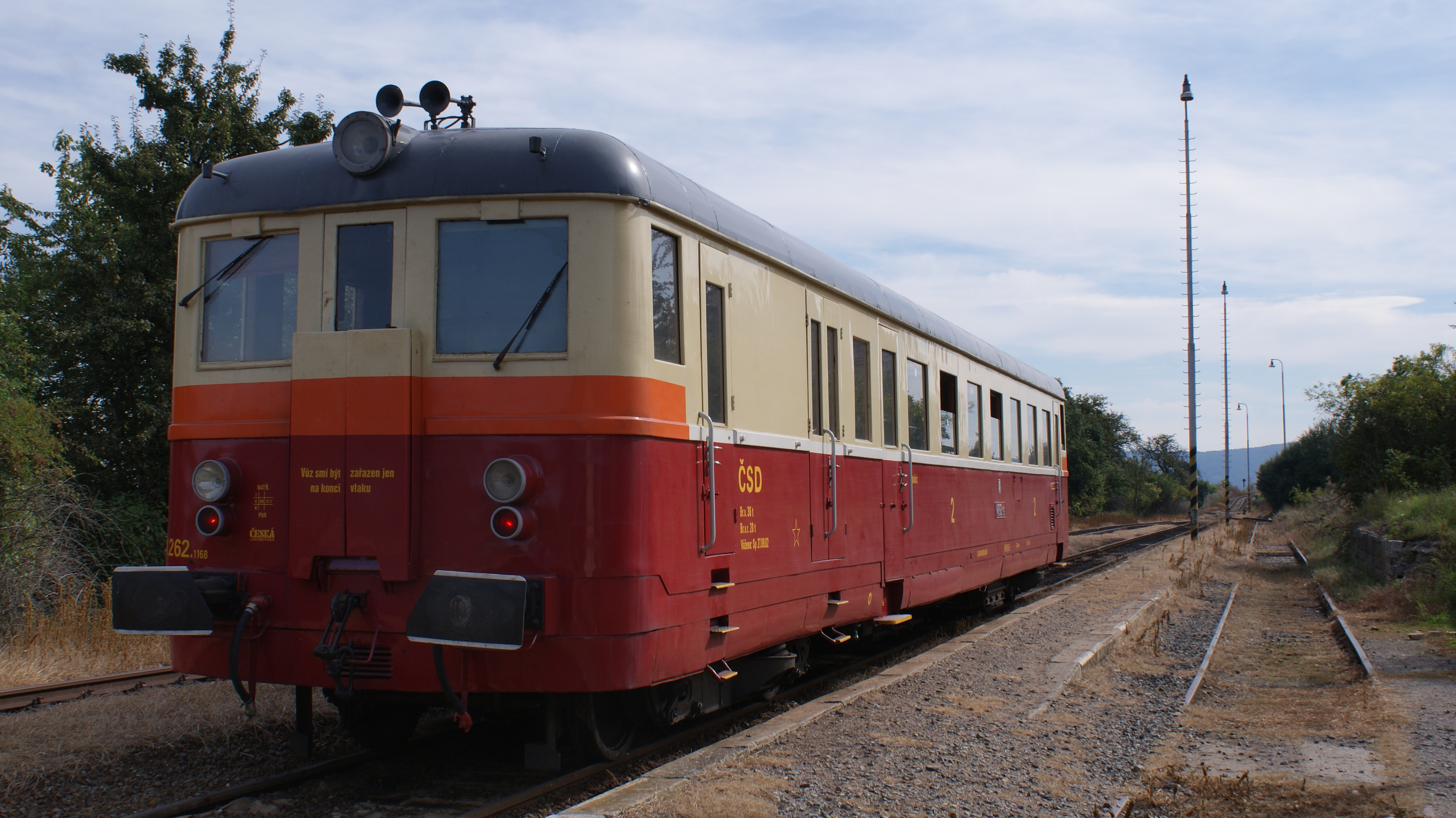
Historický motorák M 262.1168 ve stanici Liteň